# Aved Luun
Aved Luun a Csillagok háborúja elképzelt univerzumának egyik szereplője.

## Leírása
Aved Luun a dzsava fajhoz tartozó sámánnő, aki a galaktikus polgárháború alatt a Tatuinon élt és a Jabba, a huttnak dolgozó Kalit törzsfőnök párja volt. Y. u. 4-ben meghalt.
Szemszíne sárga. Klánjába tartozik Iasa és Thedit is.

## Élete
Valamikor Y. u. 4-ben Kalit megkérte Jabbát, hogy békítse ki legfőbb ellenségével, Wittinnel, de Aved Luun gyanította, hogy Wittin nem fogja betartani a békeszerződést, emiatt elment a párjához, Kalithoz figyelmeztetni. Körülbelül ekkor Aved Luun és Kalit tanúi voltak Han Solo lázadó tábornok kiszabadításának, az úgynevezett yavini hősök által.

## Megjelenése a filmekben
Ezt a dzsava sámánnőt „A jedi visszatér” című filmben láthatjuk először.

## Fordítás
- Ez a szócikk részben vagy egészben az Aved Luun című Wookieepedia-szócikk fordítása. Az eredeti cikk szerkesztőit annak laptörténete sorolja fel.